# So Random!
So Random je americký Disney Channel komediální seriál, který se začal vyslat 5. června 2011. Nezávisle navazuje na seriál Sonny ve velkém světě, který skončil po druhé sérii, potom co hlavní představitelka Demi Lovato opustila seriál. V seriálu hrají všichni herci, kteří vystupovali v Sonny ve velkém světě kromě Lovato: Tiffany Thornton, Sterling Knight, Brandon Mychal Smith, Doug Brochu a Allisyn Ashley Arm spolu s dalšími herci, kteří vystupují jako vedlejší. Premiéru seriálu v USA sledovalo 4,1 milionů diváků.
Dne 2. května 2012 uvedla Tiffany Thornton, že seriál druhou sérii nezískal.
V Česku nebyl seriál vysílán.

## Koncepce, výroba a předpoklad
V Sonny ve velkém světě hraje hlavní postavu Sonny Monroe herečka Demi Lovato. Postava se stane novám členem obsazení skečové komedie Náhody!, která je po celou dobu seriálu prezentována jako seriál-v-seriálu. Seriál následuje zkušenosti Sonny a zbytku obsazení. Seriál měl celkem dvě řady. V říjnu 2010 Demi Lovato podstoupila léčbu pro fyzické a emocionální problém a v dubnu 2011 potvrdila, že se nevrátí k seriál Sonny ve velkém světě. Také uvedla, že k herectví se vrátí okamžitě, až bude připravena.
Po odchodu Lovato byl seriál So Random! představen jako samostatná show, která se zaměřuje spíše na skeče než na příběh Sonny ve velkém světě. Natáčení první řady začalo 30. ledna 2011. Každá skeč v seriálu uvádí členy obsazení So Random!, ale i různá hudební vystoupení od hostujících celebrit. Původně byla v plánu třetí řada Sonny ve velkém světě, ale po odchodu Demi Lovato se Disney rozhodl pro samostatnou show So Random!
Každý díl se skládá z několika skečů. Ačkoliv je seriál představován jako komediální So Random! zachovává si styl situační komedie. Postavy, které vystupovaly v Sonny ve velkém světě zůstaly zachovány. Změnou, která nastala v obsazení So Random! o proti seriálu Sonny ve velkém světě je, že zde vystupuje jako člen So Random! i postava Chada Dylana Coopera.

## Obsazení

### Hlavní postavy
Kromě Demi Lovato, zůstalo obsaznení So Random! stejné jako v seriálu Sonny ve velkém světě.
- Tiffany Thornton jako Tawni Hartová
- Sterling Knight jako Chad Dylan Chooper
- Brandon Mychal Smith jako Nico Harris
- Doug Brochu jako Grady Mitchell
- Allisyn Ashley Arm jako Zora Lancasterová

### Vedlejší postavy
- Matthew Scott Montgomery jako Matthew Bailey
- Shayne Topp jako Shayne Zabo
- Damien Haas jako Damien Johanssen
- Bridgit Shergalis jako Bridget Cooková
- Audrey Whitby jako Audrey Valeová
- Coco Jones jako Coco Blueová
- Grace Bannon jako Grace Wetzelová

### Hostující hvězdy a umělci

#### Vystupující
- Cody Simpson s písní „All Day“
- Greyson Chance s písní „Waiting Outside the Lines“
- Selena Gomez & the Scene s písní „Who Says“
- Mitchel Musso s písní „Get Away“
- Jacob Latimore s písní „Like 'Em All“
- Mindless Behavior s písní „My Girl“
- Colbie Caillat s písní „Brighter Than the Sun“
- Kicking Daisies s písní „Keeping Secrets“
- Dave Days s písní „What Does It Take“
- Far East Movement s písní „Rocketeer“
- Hot Chelle Rae s písní „Tonight Tonight“
- Iyaz a Mann s písní „Pretty Girls“
- Lemonade Mouth s písní „Determinate“
- Pia Toscano s písní „This Time“
- Justin Bieber s písní „Mistletoe“
- Christina Grimmie s písní „Advice“
- Andy Grammer s písní „Keep Yout Head Up“
- The Ready Set s písní „Young Forever“
- China Anne McClain s písní „Unstoppable“
- New Boyz s písní „Meet My Mom“
- Shane Harper s písní „One Step Closer“
- Destinee & Paris s písní „True Love“

#### Vystupující (skeče)
- Tony Hawk
- Eric Jacobson
- Chelsea Kane
- Leigh-Allyn Baker a Mia Talerico
- Dylan a Cole Sprouseovi a Debby Ryan

#### Vystupující (zpěv i skeče)
- Bridgit Mendler a Adam Hicks
- Mitchell Musso
- Far East Movement a Miguel
- China Anne McClain
- Coco Jones

## Přehled dílů
| Řada | Díly | Premiéra v USA | Premiéra v USA  |
| Řada | Díly | První díl      | Poslední díl    |
| ---- | ---- | -------------- | --------------- |
| 1    | 26   | 5. června 2011 | 25. března 2012 |

## Hudba
- „So Random!“ – Brandon Mychal Smith
- „Socks with Scandals“ od Footyho Scenta s Hushem Puppym – Doug Brochu s Brandonem Mychalem Smithem
- „Schooled by Grammar“ od MC Grammara – Brandon Mychal Smith s Tiffany Thorntonovou, Shayne Toppem a Sterlingem Knightem
- „Bracey Girrlz Rap“ od Braceym Girrlze – Allisyn Ashley Arm a Grace Bannon s Bradonem Mychalem Smithem a Demien Haas s hlasem Audrey Whitby
- „Ketchup on Everything“ od Tomatow Sue a Posse – Allisyn Ashley Arm s Brandonem Mychalem Smithem a Dougem Brochu
- „Candy Pants“ od Footy Scent s Hush Puppym – Doug Brochu s Brandonem Mychalem Smithem
- „The Gift of Grammar“ od MC Grammar s Typoem a Dr. Dreidelem – Brandon Mychal Smith se Shaynem Toppem, Sterlingem Knightem, Tiffany Thorntonovou a Allisyn Ashley Armovou
- „Do the Angus“ od Angus s Gilou – Matthew Scott Montgomery s Tiffany Thotntonovou
- „I'm Your Jamtron“ od Jamtrona – Damien Haas